# Velká kolonizace
Jako velká kolonizace se označuje proces dobývání a osídlování nových zemědělsky využitelných poloh, který probíhal v Evropě od 11. až do 1. poloviny 14. století. Vedle venkovské kolonizace, spojené se zakládáním nových vesnic, existovala také městská kolonizace a tzv. kolonizace hornická. 
Někdy bývá ve středoevropské literatuře velká kolonizace synonymně zaměňována s německou východní kolonizací. V tom případě jsou z tohoto pojmu vyděleny kolonizační procesy v západní a severní Evropě (přechod Francouzů na jih od Pyrenejí, kolonizace západních částí Britských ostrovů, švédská kolonizace ve Finsku).
Velká kolonizace, probíhající neobvykle rychlým tempem, změnila zásadním způsobem tvářnost Evropy. Kolonizační úsilí podstatně změnilo ráz krajiny. Část lesů zmizela žďářením a klučením a byla nahrazena hustou sítí osad, jež už se příliš nelišila od dnešní podoby.
Velká kolonizace je součástí procesu, který je označován jako vrcholně středověká transformace.
Studium středověké kolonizace je interdisciplinární; zabývá se jím kromě historie také archeologie a sídelní geografie (ta zkoumá různé formy plužin a sídel a to i jako výsledky různých sociálních a hospodářských procesů).

## Příčiny a souvislosti

### Růst populace
Jednou z hlavních příčin velké kolonizace byl růst populace na celém kontinentě od počátku 11. století, který souvisel s ukončením velkých migračních pohybů známých jako stěhování národů. Například ve Francii se zvýšil počet obyvatel z 6,2 milionu na 21–22 milionů obyvatel, v Anglii z 1,5 milionu na 4–5 milionů obyvatel. 
Část těchto obyvatel sice odcházela do měst, zvětšovala se venkovská sídliště, ale přebytek obyvatelstva v oblastech jedněch a poptávka po pracovní síle jinde (Pomořansko, Meklenbursko, Livonsko, Polsko, Slezsko, Čechy, Morava, Uhry a Sedmihradsko) a vidina zisku vedly k přesunům kolonistů. Populační růst vedl nejen ke kolonizaci, ale stál v pozadí i jiných fenoménů, které vznikly i v důsledku populačního přetlaku jako např. křížové výpravy, reconquista.

### Technické inovace
Během 11. až 13. století došlo k řadě inovací a objevů technického charakteru (a to i „objevů“ v tom smyslu, že se ve velkém měřítku rozšířily mechanismy, o jejichž existenci máme doklady již z dob dřívějších), které podnítily celou řadu sociálních, kulturních a politických změn, a proto bývá toto období, byť s určitou nadsázkou označováno jako „průmyslová revoluce“.
Pro období 11. až 13. století je také typické, že se častokrát stalo, že bylo „znovuobjeveno“ zařízení, které v určitém momentě v minulosti již užíváno bylo. Typickým příkladem je vodní mlýn, známý již od antiky, a to i na sever od Alp. Po zániku impéria se na něj pozapomnělo a k opětovnému rozšíření došlo, tentokrát hlavně v západní a střední Evropě až v 11. století. Voda se vůbec stala novým, bohatě využívaným zdrojem energie. Objevení principu jejího využití znamenalo vylepšení v mnoha oblastech: například ve Středomoří vznikaly mlýny nejen na zrní, ale i na olivový olej a na barvu. Na vodní pohon fungovaly hamry, stoupy (hadromely), dále jej využívaly valchovny, pily, vodní pumpy, dmychadla (v kovárnách, hutích) nebo zařízení k lámání konopí.
Středověká civilizace byla také v kontaktu s arabským světem (nejširší kontakt probíhal ve Středomoří), přesto zde jen zřídka docházelo k přímému přebírání vynálezů.
Technické vymoženosti Arabů byly nejčastěji pouze podnětem, jako se stalo například u větrných mlýnů. Původní arabské mlýny byly stavěny tak, že se nemohly přizpůsobit směru větru, ovšem evropské sice vyšly z arabského modelu, ale byly modifikovány (zdokonaleny), aby změn větru mohly využívat.
Tyto technické inovace sice nebyly přímým podnětem ke kolonizaci, ale v úzké souvislosti s růstem populace tvořily důležitý katalyzátor celého procesu. 

### Seznam vynálezů a inovací
- 10./11. století: vodní mlýn
- 11. století: obracecí pluh, trojpolní systém, brány, kormidlo umístěné na zádi lodi
- 12. století: větrný mlýn, hamr, gotický opěrný systém
- 13. století: mechanické hodiny, trakař, glazovaná keramika, pucherna, kompas, brýle, kolovrat, vysoké pece

## Vnitřní kolonizace
V procesu kolonizace dosud neosídlených poloh je nutné (ale ne vždy možné) rozlišovat mezi tzv. vnitřní kolonizací (zde se předpokládá zásadní podíl místního obyvatelstva) a kolonizací vnější (v procesu osidlování nových poloh, hlavně obyvatelstvo přicházející z jiných zemí). Vnitřní kolonizace se týkala především oblastí mokřin kolem řeky Pádu, v Hollandu a Frísku, neosídlených oblastí střední a jihozápadní Francie, jižní a střední Anglie, Walesu, Skotska, německých Frank, Hesenska, Švábska, Bavorska, Saska, předhůří Alp.
Obecně se dá tvrdit, že vnitřní kolonizace předcházela kolonizaci vnější, je ovšem nutné respektovat regionální rozdíly – je možné, ba pravděpodobné, že se do osídlovacích procesů podnícených vnější kolonizací zapojovalo i místní obyvatelstvo.

## Německá východní kolonizace
Německá východní kolonizace (německy Ostkolonisation či Ostsiedlung) byla nejvýznamnějším procesem, který v migračních pohybech ovlivnil budoucí Evropu. Její příčinou nebylo jen relativní přelidnění oblastí s německy hovořícím obyvatelstvem, ale také fakt, že ve střední a východní Evropě existovala politická poptávka po nových osadnících, kteří by byli ochotní pusté oblasti zúrodnit. Bez konkrétní místní podpory by německou kolonizaci nebylo možné vůbec vykonat. V žádném případě se nejednalo o protislovansky zaměřený Drang nach Osten, jak bylo někdy později uváděno v literatuře. (K zpolitizování problematiky východní kolonizace došlo především v německé a polské historiografii, v menší míře i v české, až od 70. let 20. století začala být kolonizace zkoumána víceméně bez politicko-nacionálního balastu).

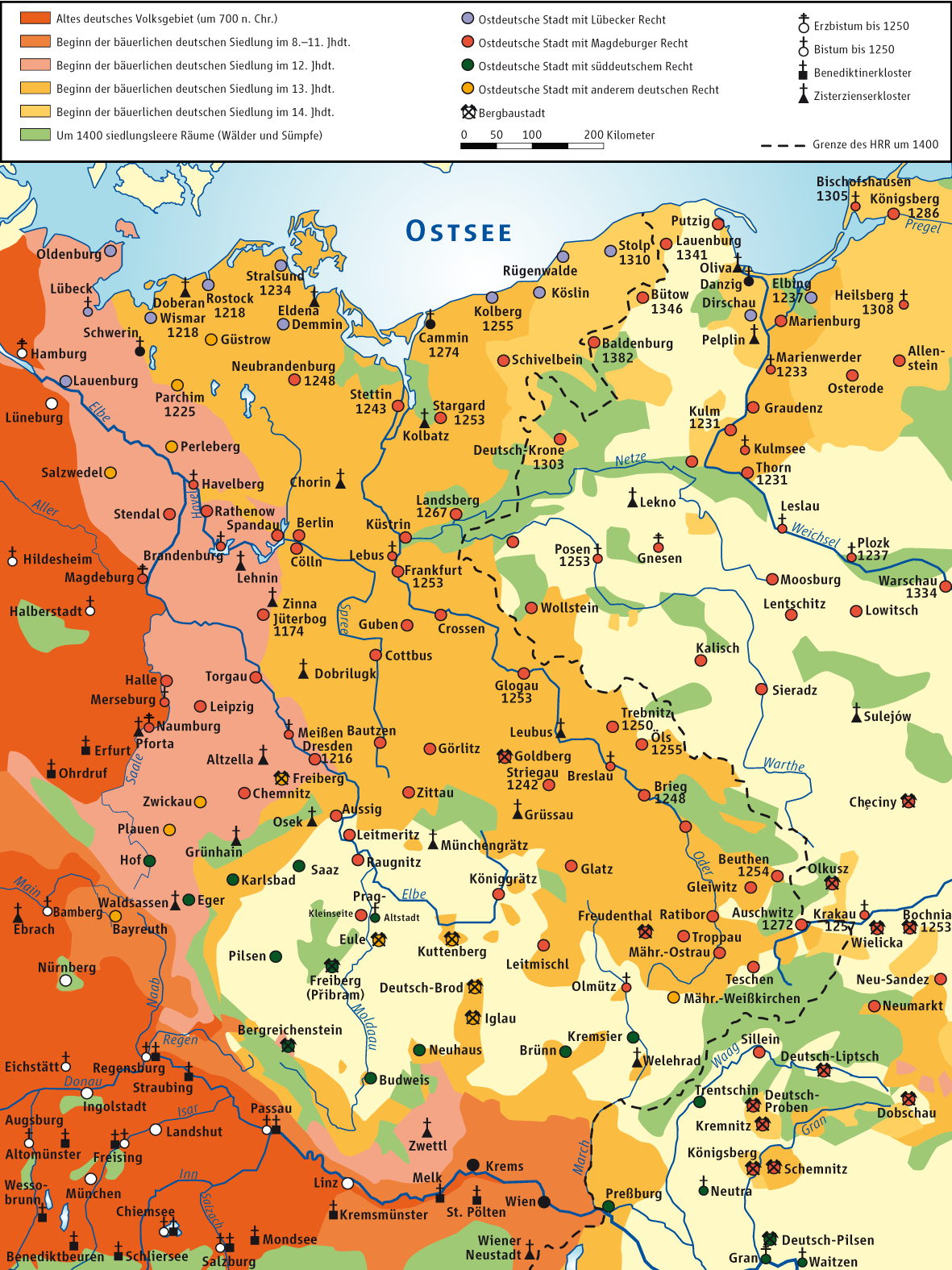
Mapa německé východní kolonizace

Dále se v souvislosti s nejnovějším bádáním ukazuje, že jisté náběhy podobného vývoje v oblastech střední a východní Evropy existovaly již před příchodem kolonistů. Výrazné je to u raných měst, resp. rozvinutých sídelních aglomerací. Zdá se, že i na venkově existovaly slabé náběhy k pravidelnému půdorysu sídlišť a polí již před lokační činností nově příchozích osadníků, což vrhá poněkud nové světlo na celý proces a nastoluje nové otázky.

### Počátky
Kolonizační proces je ve své nejranější fázi spojen s působením Vlámů, Valonů a Franků v oblasti řeky Mosely. 
Kolonizace ve Slezsku, Polsku, českých zemích a Uhrách probíhala později a vždy v podobném politickém kontextu. Ambiciózní panovník potřeboval pro uskutečnění svých politických cílů (často se týkaly upevnění panovnické moci vůči silné šlechtě) rozšířit svou hospodářskou základnu. K tomu měli posloužit pozvaní kolonizátoři. Ti přicházeli ve dvou hlavních proudech: jeden směřoval z oblasti Moselu, proti proudu Rýna a pak podél Dunaje (Vlámové a Valoni). Druhý proud směřoval proti proudu Labe, přes Slezsko, Moravu do Horních Uher.

### Slezsko
První doklady kolonizace Slezska pocházejí sice již z doby vlády Boleslava I. Vysokého, ale hlavním iniciátorem nového trendu se stal až jeho syn Jindřich I. Bradatý, který si plně uvědomoval nutnost pevné ekonomické základny panovnické moci, pokud chtěl dosáhnout svých dalekosáhlých politických cílů. Během jeho vlády docházelo nejen k zasidlování opuštěného knížecího zboží, ale rozsáhlá území byla převáděna do rukou šlechty a církevních institucí pod podmínkou jejich zasídlení.

#### Dolní Slezsko
První doklady kolonizace Dolního Slezska pocházejí z roku 1175, kdy kníže Boleslav I. založil na zboží kláštera v Leubusu nové vesnice, které osídlili příchozí z oblasti Magdeburgu a Míšně a kteří s sebou přinesli i nové formy organizace. Za Jindřicha I. Bradatého došlo k většímu přílivu nově příchozích, usazovali se mezi řekami Bobr a Kačava, v centru jejich osídlení byla města Złotoryja (založeno 1211) a Lwówek Śląski (1217). Další osady na německém právu vznikly na horním toku řeky Pilawy. Další aktivity se chopil i vratislavský biskup a v 1. polovině 13. století nechal osídlit Ujazd (německy Bischofstal) a jeho okolí.

#### Horní Slezsko
Horní Slezsko začalo být na německém právu osídlováno až v 2. polovině 13. století a to hlavně v oblasti Opolí, Bytomi, Kozlí a Ratiboře, z oblasti Těšína existovaly přímé vazby na kolonizační aktivity v Horních Uhrách (napojení skrze Jablunkovský průsmyk).

### Malopolsko
Od 1228, kdy se Jindřich I. Bradatý ujal moci v Krakově, začal kolonizační proces i v Malopolsku, ale politické problémy (Tataři) tyto osidlovací procesy zpozdily a až po polovině 13. století začala být opravdu intenzívně doplňována síť již osídlených oblastí. Na rozdíl od Slezska zde nedošlo k výrazným zásahům do neobydlených oblastí.

### Dolní Uhry
Silným podnětem pro v určité míře již probíhající kolonizaci se stal mongolský vpád roku 1241.

### Horní Uhry (Slovensko)
Stejně jako v Dolních Uhrách se podnětem k zesílení osidlovacího procesu stal mongolský vpád roku 1241, do té doby žili němečtí kolonisté ojediněle na Spiši. Silnou podporu měla kolonizace od Bély IV. (1235–1270). Kolonisté osídlili oblast hlavně mezi Bratislavou a Trnavou.

### Morava
Kolonizace probíhala na Moravě od konce 12. století. Z Rakouska tehdy pronikali kolonisté na Znojemsko a Jemnicko. Ze Slezska, hlavně z území vratislavských biskupů, byli kolonisté při založení Uničova, Opavy, Bruntálu (lokovaná moravská a hlavně města českého Slezska jsou starší než česká právě díky slezskému vlivu). Aktivně se do procesu kolonizace zapojil moravský markrabě Vladislav Jindřich. K největšímu rozmachu kolonizačního úsilí ale došlo v době olomouckého biskupa Bruna ze Schauenburgu (1245–1281).
Dále z Moravy pokračovali kolonisté do Horních Uher, a to pravděpodobně přes Brno směrem na Trenčín, kudy vedla mezinárodní obchodní cesta. Severozápadní moravskoslovenská hranice nebyla kolonizací dotčena.

### Čechy
Kolonizace v Čechách navázala na osidlovací procesy probíhající už ve 12. století, kdy někteří němečtí osadníci překročili pomyslné hranice mezi říší a Čechami a zakládali vesnice např. na území Sedlecka (chebská kolonizace cisterciáckým klášterem z Waldsassen nebo kolonizační aktivity kláštera Zwettl v českém Vitorazsku). K větším průnikům na české území začalo docházet na počátku 13. století, kdy se na území Sedlecka, Bílinska a Podkrušnohoří v písemných pramenech objevují první německé názvy sídlišť, resp. německá jména osadníků. Zdá se, že tito nově příchozí se podíleli na vnitřní kolonizaci výše položených oblastí, není s jejich usídlením spojováno šíření německého práva. Poprvé osadníci začali užívat ius teutonicum na severní Moravě na pozemcích johanitů (Hlubčicko). To bylo kolem roku 1213. (Ve stejné době na Znojemsku pod německým právem usídlovali na svých pozemcích osadníky i premonstráti.) V Čechách se německé právo objevuje u doksanských premonstrátek. U tohoto premonstrátského kláštera vzniklo také první lokované město v Čechách Kynšperk (1232). První známou městskou lokací v českých zemích je pak moravský Uničov (minimálně od roku 1213). Poznámka: Nejstarším městem je Cheb, jež tato práva získal v roce 1179, ale to Cheb a okolí spadaly do Bavor, toto území připadlo k české koruně až v roce 1322, jako zástava, která nebyla nikdy splacena.
Od počátku 13. století bylo kolonizováno hlavně Českobudějovicko, Českomoravská vrchovina, Jizerské hory, pustá a zalesněná podhoří Český les, Krušné hory, Lužické hory, Krkonoše.
Kolonisté většinou přicházeli z Bavorska, Frank přes Chebsko, na sever z Durynska, Horního Saska, na severovýchod z Lužice a Horního Slezska.

## Právo
K vrcholně středověké kolonizaci se úzce váže problematika rozšíření několika právních okruhů a aspektů, které toto rozšíření znamenalo pro další vývoj jak venkovských tak městských sídlišť. Především se jedná o tzv. ius teutonicum, který byl jakýmsi shrnutím sídelních práv, které s sebou přinesli holandští a franští osadníci. Zároveň do tohoto práva pronikaly i místní staré zvyklosti. Ius teutonicum zajišťoval obyvatelům osobní svobodu, právo na samosprávu (k osobě rychtáře, resp. šoltýse se obvykle vázalo i nižší právo soudnické). Hlavním aspektem byl dědičný nárok na osídlenou půdu a dále i individuální práva na mlýny, krčmy, provádění určitých řemesel, resp. právo lovu či rybolovu, osvobození od určitých daní a desátků.

## Průběh lokace
Na počátku celého procesu, ještě západně od Labe, se zdá, že počáteční iniciativa pocházela od samotných osadníků, kteří si sami zorganizovali přesun do nového působiště, založili sídliště a až nakonec byli usídleni i právně po dohodě s místní vrchností. Až Wichmann, biskup z Naumburgu, zavedl nový postup a stál tak vlastně u základů nové vrstvy „osidlovacích podnikatelů“. 
Wichmann začal v podstatě zaměstnávat agenty, kteří měli za úkol najít vhodné obyvatelstvo ochotné osídlit nové polohy. Tito lokátoři museli zorganizovat jejich přesun, ještě před jejich usazením smluvně domluvit podmínky osídlení (tj. ještě před stavbou vesnice byly přesně známy práva, povinnosti, donace a právní status osidlovaného místa), takže lokátor je mohl předložit osadníkům v předstihu, také byl přesně určen výměr vesnice a polností. Tato dohoda probíhala většinou ústně. Poté došlo k vyměření místa a založení polí, stavbě domů atd. Velmi často bylo po určitou dobu nové sídliště osvobozeno od daní a desátků (tzv. lhoty) a podle trvání těchto lhůt (až 18 let) se zdá, že osadníkům se tato investice do vlastní budoucnosti vyplatila až po značně dlouhé době.
Během 13. století se kolonizační proces zdokonaloval, kolonizátoři se organizovali do skupin (známo hlavně ve Slezsku a Lužici), které lokovaly celé skupiny vesnic se zázemím, v jejichž centru stálo nové město, tzv. weichy.
Na výběr místa, které mělo být osídleno, měly vliv tyto faktory:
- kvalita půdy
- terén
- přístup k vodě (sice v blízkosti pramene, ale ne v inundační zóně, tj. spíš říční terasy)
- klima (hlavně četnost srážek, povětrnostní podmínky)
- skladba lesních porostů

Na výběr místa pro nové město byly faktory poněkud jiné:
- přístup k vodě
- existence komunikační sítě
- existence zemědělského zázemí, resp. prostor k jeho vybudování

## Městská kolonizace

### Město
V době svého vzniku se lišilo od vesnice jen tím, že bylo nějak pravidelně uspořádáno, nešlo o postavení domů na zelené louce.
Dříve převládalo myšlení, že koncentrace obchodu a řemesel a lidí v Česku nebyla vžita, ale prameny dokazují, že toto v Česku fungovalo už ve 12. století. Tato místa byla vázána na správní centra, kam přišlo více lidí a obchodníci zde mohli spíše něco vydělat. Při budování platily dvě věci: místo musí být nějak uspořádáno, aby správně fungovalo a poté je třeba zajistit jeho právní bezúhonnost. 
Z materiálního hlediska třeba náměstí vzniklo jako tržiště – toto bylo centrum, kolem něhož stály domy. Co se rozmístění řemesel týče, ve větších městech se vytvořily normy, kde daná řemesla budou. Nebezpečná byla odsunuta třeba na okraj města, kováři a podobní. Jiní, zpracovatelé kůží, byli až za hradbami. 
Z právního hlediska bylo třeba obchodování a řemeslům dát nějaký řád. Přišlo tržní právo, právní akt, který umožňuje, že trh bude zde a prodávat se nesmí jinde. Další důležité právo bylo mílové. Ve velkých městech pak skladní a všude bylo podstatné právo várečné – znamenalo to, že každý dům měl právo vařit pivo a prodávat jej. Hradební právo městu zajišťovalo jistotu – byla snaha zničit území nepřítele a města se chtěla bránit. Výsadou bylo také pečetění červeným voskem, což bylo dáno jen vysokým a vyvoleným. A důležitou bylo také právo správy, kdy se majitel vzdal svého práva na spravování a nechal toto městu samotnému. Města řešila i majetkoprávní vztahy měšťanů, tedy obyvatel. Městská rada také mohla soudit. 
Jak město rostlo a bohatlo, chtělo se reprezentovat. To znamenalo stavbu chrámu a poté také radnice. 
Proč města vznikala? Počátek 13. století byl ve znamení rozvoje měst, protože šlo o velice složité ekonomické vazby, souvisí také s kolonizací. Kolonista zaplatil částku a měl povinnost splněnu. On měl ale nyní starost, aby prodal své výrobky, protože potřeboval na zaplacení. Bylo třeba nutno zajistit, aby zde byla možnost směny, při kolonizaci se tedy vytvářela určitá ekonomická jednotka – panství, které fungovalo jako promyšlený podnik. Panství nebyl jen majetek, ale i funkční a správní infrastruktura. Každé panství mělo hned své ekonomické centrum – tedy město, městečko nebo vesnici, která měla tržní právo a toto dostala také za úkol. Pak zde byl hrad, který měl panství bránit. 
Města vznikala na zeleném drnu, v centru panství, aby byla dostupná. Musely zde být také podmínky, město muselo být hájitelné. Někdy se využilo staré existující sídliště, toto dostalo patřičná privilegia a později došlo k jeho přebudování. Občas ale nebylo možné místo předělat. 
Obyvatelé měst byli právně zajištěni. Jejich právní postavení jim dával panovník, měšťanem nebyli všichni, kdo zde bydlí, ale bylo vázáno na dům. Stahovali se sem bezzemci – městská chudina, která se snažila nějak uživit. Z toho vzniká napětí mezi plnoprávnými měšťany a řemeslníky, kteří bohatli, ale neměli třeba vlastní dům. Spory vrcholily v husitství, kdy došlo k vyhnání Němců, protože ti byli nejčastěji měšťany. 
Součástí rozvoje měst je také rozšíření ražby peněz, která se stává důležitým zdrojem příjmů panovníka. Využita byla časem většina území, stranou byla jen horská území. Země začala dávat maximální užitek a umožnila českým králům, aby mohli rozvíjet zahraniční politiku. 
Město mělo poskytnout možnosti ekonomické, garantovat majetek měšťanů, jejich bezpečnost, místo pro bohoslužbu, vznikaly také zvláštní církevní řády, které měly zharmonizovat chod města. Řády to byly mendikantské – propagovaly a staraly se o náboženský život obyvatel města – fatres minores a klarisky, dominikáni byli druzí. Říkalo se jim žebravé řády – neměly mít majetek, město si je mělo samo vydržovat jako ochránce před silami pekla. Dostávaly se ale do konfliktu se starými farami, protože oni dostali také právo křtít a vůbec všechna práva fary, takže kláštery zasahovaly do teritoria farářů. V husitství byla většina těchto klášterů zničena.

## Venkovská kolonizace

### Problémy související s venkovskou kolonizací
Dříve mezi historiky panovala vcelku jednoduchá představa statického osídlení, jehož podstatou byla myšlenka, že se v prvních fázích osídlení (tj. ještě v raném středověku) osídlovaly nejúrodnější oblasti, v Česku dtzv. staré sídelní území, a během vrcholněstředověké kolonizace se toto osídlené území začalo postupně rozšiřovat. Až podrobným rozborem písemných pramenů a novými archeologickými nálezy se ukázalo, že skutečnost byla jiná a mnohem složitější. 
V písemných pramenech 12. a 13. století se totiž začala nacházet tzv. párová místní jména. Například vesnice Herbram v majetku kláštera Corvey zanikla ve 12. století, v sousední vesnici Amelunxen v té době vznikly 3 dvory značené jako „herbramer“ (tj. obyvatelé zaniklého Herbramu přišli sem a dále obhospodařovali půdu zaniklé vesnice). Tento případ a mnoho dalších znamenaly, že i v době, kdy mělo docházet k relativnímu přelidnění, nedocházelo pouze ke vzniku nových sídlišť, ale zanikala i sídliště starší a vůbec došlo i ke strukturálním změnám uvnitř již existující sídelní sítě. 
Podobně archeologové tento vývoj potvrzovali nálezy dokladů zaniklých raněstředověkých sídlišť mimo intravilány vrcholně středověkého osídlení. To vedlo k vytvoření modelu disperzních sídlišť (tj. volně na sebe vázaných sídelních jednotek), která se měla během 12. a 13. století měnit v sídliště kompaktní.
V konečném důsledku se zdá, že tyto změny včetně zániku jistých sídel souvisejí se vznikem stabilizovaných rozlehlých vesnic. Vzhledem k tomuto propojení kolonizace s jinými, strukturálními sídelními změnami se někdy přehodnocuje samotný pojem velká kolonizace, resp. německá kolonizace apod. Německé bádání v několika posledních desítkách let např. pracuje hlavně s pojmem Landesausbau (výstavba země).
Dalším problémem souvisejícím s kolonizací a procesy probíhajícími ve 12. a 13. století je formální kontinuita osídlení. Sídliště se tedy mohlo jevit jako dlouhodobě existující, není ovšem zřejmě, jakou mělo podobu např. v 11. století a jakými změnami mohlo projít vlivem kolonizačních procesů ve 12. a 13. století.

## Výsledky a důsledky
Výsledky osídlovacích procesů byly různorodé a do dneška se o nich v historické a archeologické obci vedou čilé diskuze. Do značné míry se stále přehodnocuje tvrzení, že velká kolonizace výrazně přispěla k vyrovnání kulturních rozdílů mezi východní a západní Evropou. Do kolonizovaných zemí byly importovány vyspělejší formy správní, právní a hospodářské. 
Vlivem kolonizace se výrazně upevnily pozice šlechtických rodů, které se z kastelánských a beneficiárních rodů změnily v dědičnou pozemkovou šlechtu opírající se o nemovitý majetek. Tato nová opora šlechtu odvedla z panovnických dvorů a usídlila ji na venkově, kde si začala budovat honosná sídla. 
Značně se změnila sociální struktura obyvatelstva, zanikly staré vazby mezi poddanými a vrchností, zanikly celé sociální skupiny obyvatelstva.
Vznikla města, která na sebe přebrala obchodní a řemeslnické funkce raně středověkých hradních center. 
Zásadně se změnila podoba venkovského osídlení a z nově vzniklých vesnických forem se přímo vyvíjí dnešní podoba venkova.
Dalším důsledkem kolonizace bylo zavedení a rozšíření plošných měr, jejichž užití vyplývalo z potřeby nějakým způsobem upřesnit majetkové pohyby s půdou. V pramenech se poprvé (vedle starších a poněkud vágnějších pojmů „dědina“, „popluží“, „pole“) objevují „lány“ a jejich menší díly „jitra“, „pruty“, „čtvrtě“.